# Cooloola ziljan
Cooloola ziljan är en insektsart som beskrevs av Rentz, D.C.F. 1986. Cooloola ziljan ingår i släktet Cooloola och familjen Cooloolidae. Inga underarter finns listade i Catalogue of Life.